# Geråtjärnen
Geråtjärnen är en sjö i Smedjebackens kommun i Dalarna och ingår i Norrströms huvudavrinningsområde. Sjön har en area på 0,178 kvadratkilometer och ligger 237,2 meter över havet. Sjön avvattnas av vattendraget Jerån.

## Delavrinningsområde
Geråtjärnen ingår i det delavrinningsområde (664593-148796) som SMHI kallar för Mynnar i Storsjön. Medelhöjden är 201 meter över havet och ytan är 17,35 kvadratkilometer. Det finns inga avrinningsområden uppströms utan avrinningsområdet är högsta punkten. Jerån som avvattnar avrinningsområdet har biflödesordning 4, vilket innebär att vattnet flödar genom totalt 4 vattendrag innan det når havet efter 210 kilometer. Avrinningsområdet består mestadels av skog (73 procent). Avrinningsområdet har 3,2 kvadratkilometer vattenytor vilket ger det en sjöprocent på 9,6 procent.